# アメリカ先住民の遺産日
アメリカ先住民の遺産日（アメリカせんじゅうみんのいさんび、英語: Native American Heritage Day）は、アメリカ合衆国の祝祭日で、米国の感謝祭（11月の第四木曜日）の翌日の金曜日にお祝いする。
ジョージ・H・W・ブッシュ大統領の時に制定されたもので、11月をアメリカ先住民の遺産月間 (National American Indian Heritage Month)ともしている。

## 参照項目
- アメリカ先住民
- アフリカ系アメリカ人歴史月間
- 先住民の日 (アメリカ合衆国)